# Луис де Унзага и Амезага
Луис де Унзага-и-Амесага (исп. Luis de Unzaga y Amézaga; 6 апреля 1717 — 21 июня 1793), также известный как Луи Унзага-и-Амезега ле Консилиатер, Луиджи де Унзага Паницца и Льюис де Онзага — испанский колониальный и военный деятель, 4-й губернатор Испанской Луизианы (1769—1777), 1-й генерал-капитан Венесуэлы (1777—1782) и генерал-капитан Кубы (1782—1785).

## Биография
Родился 6 апреля 1717 года в Малаге (Испания), в известной баскской семье. Сын алькайда Алькасаба-де-Малага Франсиско де Унсага-Амесага Аперрибая.
Он участвовал в итальянской войне 1735 года и отправился в Гавану в 1740 году, где был назначен вице-губернатором Пуэрто-Принсипи, Куба (ныне Камагуэй), а затем Сантьяго-де-Куба. Во время Семилетней войны он защищал Гавану от британской осады в 1762 году.
Унзага сопровождал Алехандро О’Рейли в Новый Орлеан в 1769 году, чтобы подавить восстание 1768 года французских и немецких колонистов, возражавших против уступки Луизианы Испании по договору Фонтенбло (1762). После официального учреждения кабильдо (совета) Унзага стал губернатором 1 декабря 1769 года. В 1775 году он женился на Элизабет Сент-Максент, первой дочери Жильбера Антуана де Сен-Максента, самого богатого человека в Луизиане.
В 1776 году, когда была подписана Декларация независимости США, Джордж Вашингтон написал своему другу полковнику Джозефу Риду, что он только что получил очень лестное письмо от Луиса де Унсага-и-Амесага, губернатора испанской Луизианы, который называл Вашингтонf генералом де Лос Estados Unidos Americanos (Генерал Американских Соединённых Штатов) .
Луис де Унзага был одной из движущих сил рождения Соединённых Штатов, для чего он использовал надежную секретную сеть семейных контактов. Унзага был проинформирован о прибытии британских войск в Америку и приложил все усилия, чтобы помочь Джорджу Вашингтону.
Унзага был известен тем, что разрешил открытую торговлю. Летом 1776 года он тайно помог Патрику Генри и американцам, в частном порядке доставив пять тонн пороха из королевских складов капитану Джорджу Гибсону и лейтенанту Линну из Совета обороны Виргинии. Порох переправили вверх по Миссисипи под защитой испанского флага и использовали, чтобы помешать британским планам захватить форт Питт в Пенсильвании.
Унзага был первым испанским официальным лицом, оказавшим прямую военную помощь Континентальной армии во время Американской революции. После неоднократных просьб новоорлеанского торговца Оливера Поллока Унзага одобрил тайную переброску партии пороха вверх по рекам Миссисипи и Огайо в форт Питт, куда он прибыл в мае 1777 года. Позднее из Нового Орлеана в Филадельфию были отправлены дополнительные припасы. Поллок предоставил суда для обеих поставок.
С 17 июня 1777 года по 10 декабря 1782 года Унзага занимал должность генерал-капитана Венесуэлы. В 1783 году он стал губернатором Кубы, где одним из первых его действий был приказ о прекращении безудержной вырубки кедровых деревьев. В качестве губернатора Кубы и генерал-капитана Гаваны, должность, которую он занимал до 1785 года, в апреле 1783 года он принял принца Соединённого Королевства Вильгельма, будущего короля Вильгельма IV, с которым он достиг предварительных соглашений по Парижскому договору (1783 г.). Позже он продолжал откликаться на просьбы о помощи от Джорджа Вашингтона и Роберта Морриса, чтобы, наконец, добиться создания Соединённых Штатов Америки. После выхода в отставку он вернулся в свою родную Малагу, где в качестве генерал-лейтенанта занимал главнокомандующее побережья Гранады. Их резиденции будут служить консульским агентством Соединённых Штатов Америки в Малаге после того, как порт Малаги начал свободную торговлю с Соединёнными Штатами Америки.